# Mayapan

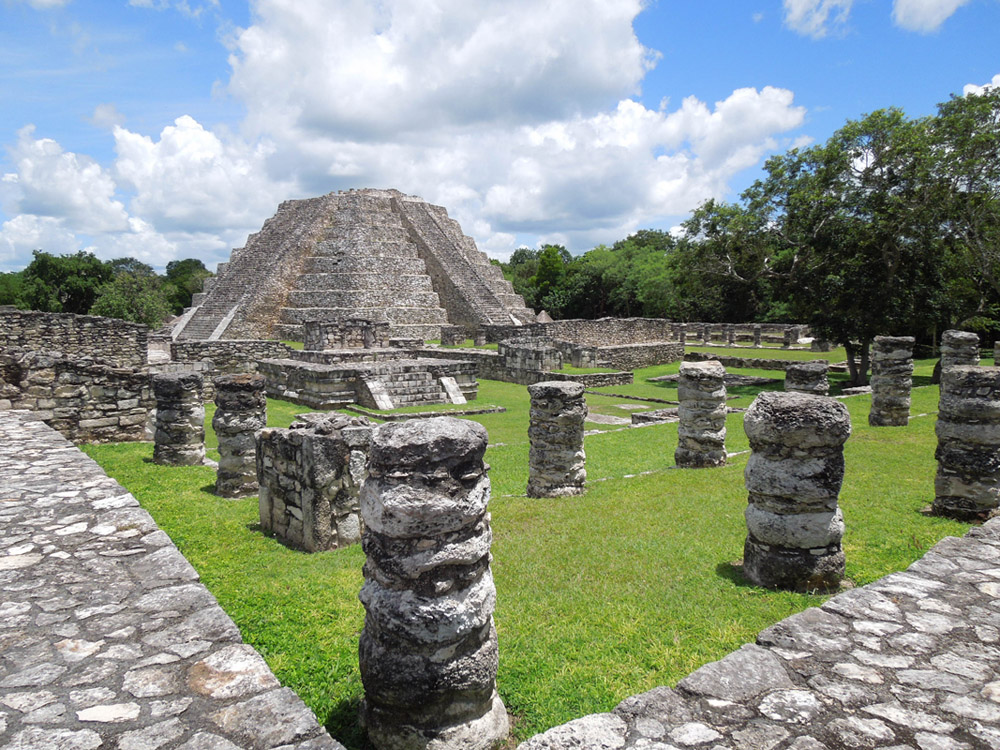
Vista do Castillo de Mayapán, Yucatán, México. © Joeldesalvatierra, 2012

Mayapan ou Mayapán é um sítio arqueológico pré-colombiano maia, localizado no estado mexicano de Iucatã, a cerca de 40 km para sudeste de Mérida e 100 km para oeste de Chichén Itzá. Mayapan foi a capital política dos maias na península do Iucatã desde finais da década de 1220 até à década de 1440.
Em 1221 os maias revoltaram-se contra os senhores maia-toltecas de Chichén Itzá. Após uma curta guerra civil os senhores de várias cidades e famílias poderosas reuniram-se com vista a restaurar um governo central do Iucatã (a chamada Liga de Mayapan). Decidiu-se construir uma nova cidade capital próximo de Telchaquillo, terra natal de Hunac Ceel, o general que derrotou os senhores de Chichén Itzá. Esta nova cidade foi construída no interior de uma muralha e baptizada "Mayapan", que significa "Padrão do povo maia". O chefe da família Cocom, uma família abastada e antiga que havia participado na revolta contra Chichén Itzá, foi escolhido para ser rei, enquanto as restantes famílias nobres enviariam membros seus a Mayapan para participarem no governo. Este arranjo durou 200 anos. Um relato alternativo a este é dado por uma crónica maia da era colonial em que se afirma ser Mayapan contemporânea de Chichén Itzá e Uxmal e aliada a estas, mas as provas arqueológicas indicam ser esta a versão menos provável. 
Em 1441 Ah Xupan da poderosa família nobre Xiu rebelou-se contra os governantes Cocom. Finda a revolta, a maioria dos membros da família Cocom havia sido morta, Mayapan foi saqueada, queimada e abandonada, e o Iucatã desfez-se em várias cidades-estado que se guerreavam umas às outras.
Actualmente o sítio de Mayapan está longe de ser um dos mais impressionantes sítios maias. Isto deve-se em parte ao facto de no final da revolta de 1441 todos os telhados terem sido queimados ou demolidos. Por outro lado, nunca foi tentada em Mayapan uma arquitectura monumental à escala de Chichén Itzá ou Uxmal, por exemplo. Uma pirâmide central é uma versão menor de "El Castillo" de Chichén Itzá existindo outros templos de tamanho moderado e um palácio (do qual apenas existem as fundações). Grande parte dos 4 km² da cidade muralhada está pejada com cerca de 3 500 edifícios residenciais, estimando-se que a sua população estivesse entre os 11 000 e 15 000 habitantes. 
Na década de 1950 foram feitas escavações durante cinco anos sob a direcção da Carnegie Institution. Em 2001, foram levadas a cabo novas escavações pela Grinnell College.